# Bolandra
Bolandra é um género botânico pertencente à família Saxifragaceae.
Espécies:
- Bolandra californica
- Bolandra oregana